# Leschenaultia bergenstammi
Leschenaultia bergenstammi är en tvåvingeart som beskrevs av Toma och Guimaraes 2002. Leschenaultia bergenstammi ingår i släktet Leschenaultia och familjen parasitflugor. Inga underarter finns listade i Catalogue of Life.